# Lidija Bobrova
Lidija Bobrova (russisk: Ли́дия Алексе́евна Бобро́ва) (født 13. juni 1952 i Nikolskij i Sovjetunionen) er en russisk filminstruktør og manuskriptforfatter.

## Filmografi
- V toj strane (В той стране, 1997)[1][2]
- Granny (Бабуся, 2003)
- Veruju! (Верую!, 2009)